# Markdorf

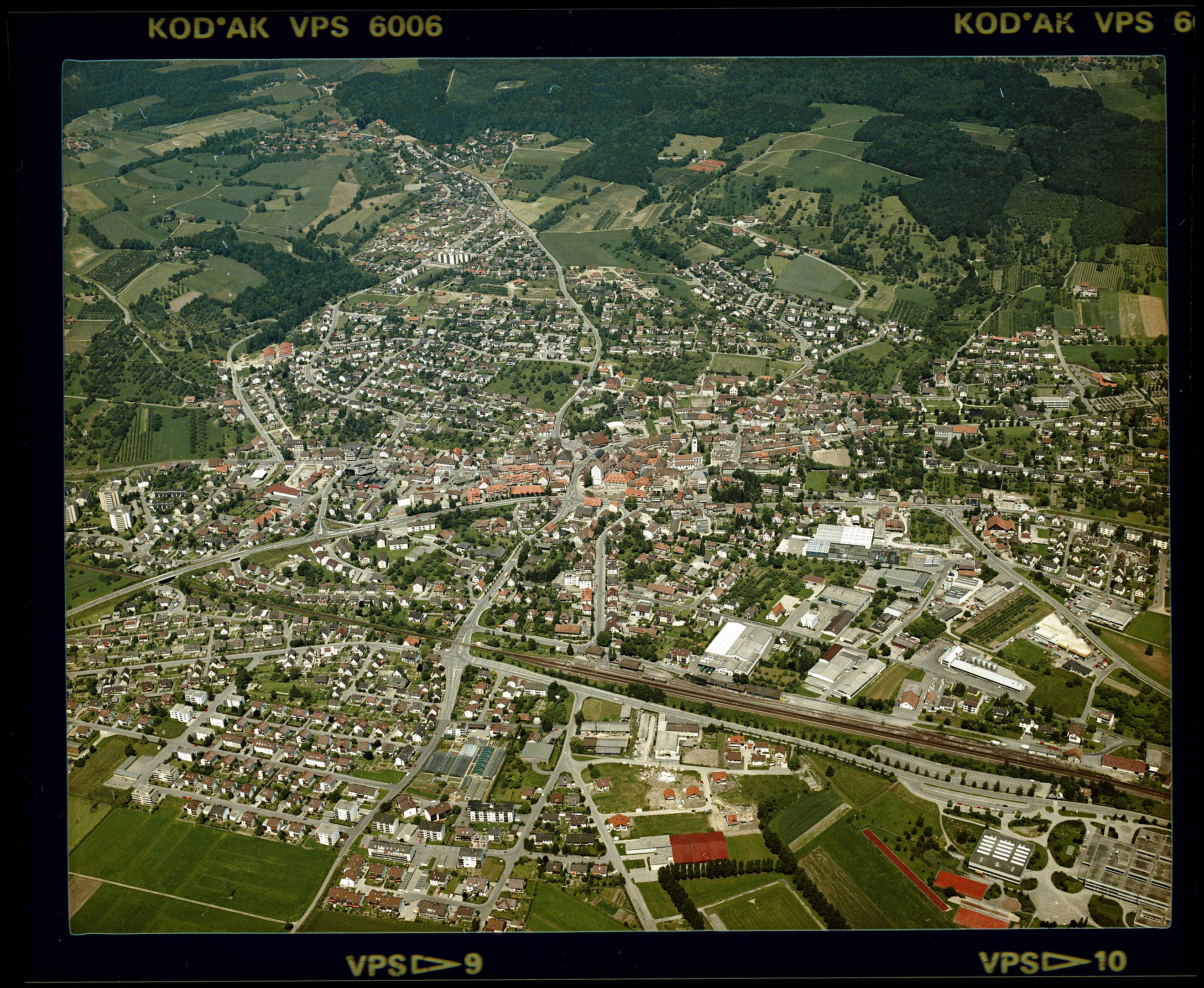
Luftbild von Markdorf (1985)

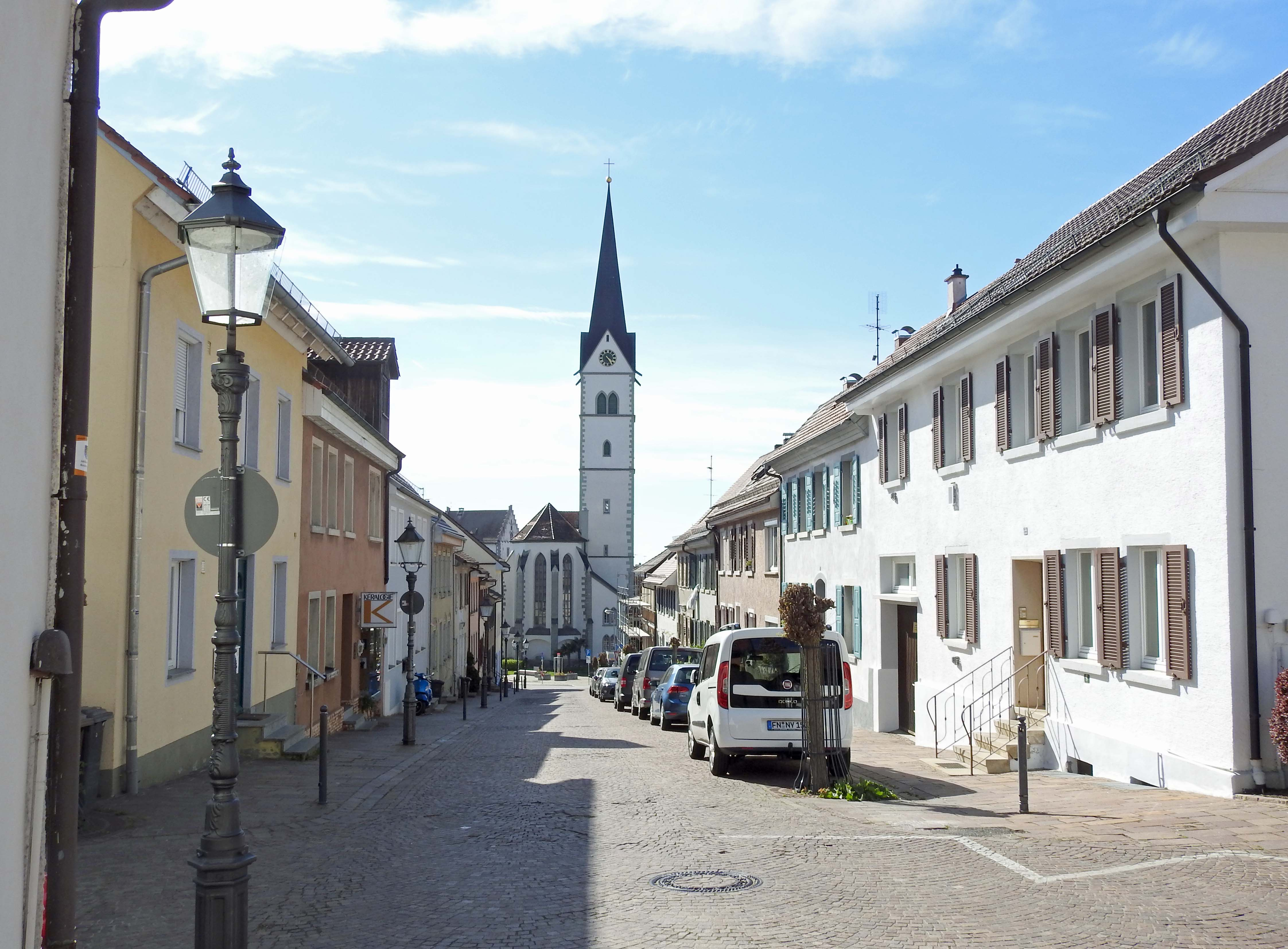
Obertorstraße mit Pfarrkirche St. Nikolaus

Markdorf ist eine Kleinstadt im Bodenseekreis in Baden-Württemberg.

## Geographie

### Geographische Lage
Markdorf liegt zwischen Friedrichshafen und Salem, am Fuße des 751,9 m ü. NHN hohen Gehrenbergs.
Von den Touristikern wird die Stadt blumig als „Perle des Linzgaus“ oder „Balkon zum Bodensee“ umschrieben. Die Gehrenbergregion, deren Zentrum sie ist, wird beworben mit: „Bei uns ist der See – mit Abstand – am schönsten“ – ein Slogan, der auf den etwa sechs Kilometer südlich liegenden Bodensee anspielt.
Im 409,2 Hektar großen Stadtgebiet sind zwei Natur- und Landschaftsschutzgebiete (Hepbacher-Leimbacher Ried und Markdorfer Eisweiher), der Schonwald Gehrenberg und ein Einzelgebilde-Naturdenkmal ausgewiesen (Stand: 30. Mai 2009).

### Nachbargemeinden
Nachbargemeinden sind (im Uhrzeigersinn, im Norden beginnend) Deggenhausertal, Oberteuringen, Friedrichshafen, Immenstaad, Hagnau, Stetten, Meersburg und Bermatingen.
Die nächsten Städte in weiterer Umgebung sind Friedrichshafen im Südosten, Meersburg im Südwesten und Ravensburg im Nordosten.

### Stadtgliederung
Markdorf besteht neben der Kernstadt (mitsamt den Dörfern und Weilern Bergheim, Fitzenweiler, Gehrenberg, Möggenweiler und Wangen) aus den Teilorten Ittendorf (mit den Weilern Bürgberg, Hundweiler, Reute und Wirrensegel) und Riedheim (mitsamt den Dörfern und Weilern Gangenweiler, Hepbach, Leimbach und Stadel).
| Wappen    | Stadtteil            | Einwohner | Fläche   |
| --------- | -------------------- | --------- | -------- |
| Markdorf  | Markdorf (Kernstadt) | 10.222    | 1.162 ha |
| Ittendorf | Ittendorf            | 710       | 1.547 ha |
| Riedheim  | Riedheim             | 1.943     | 1.382 ha |

### Klima
|                   | Jan  | Feb  | Mär  | Apr  | Mai  | Jun   | Jul   | Aug   | Sep  | Okt  | Nov  | Dez  |   |     |
|                   |      |      |      |      |      |       |       |       |      |      |      |      |   |     |
| Niederschlag (mm) | 55,0 | 54,4 | 59,5 | 77,6 | 94,6 | 116,2 | 118,4 | 111,8 | 83,3 | 64,8 | 78,9 | 61,5 | Σ | 976 |

|  |

|  |

|  |

|  |

|  |

|  |

|  |

|  |

|  |

|  |

|  |

|  |

|  |

|  |

|  |

|  |

|  |

|  |

|  |

|  |

|  |

|  |

|  |

|  |

## Geschichte
Die erste urkundliche Erwähnung des Orts datiert aus dem Jahr 817, als Kaiser Ludwig der Fromme eine Schenkung an das Kloster St. Gallen vornahm.
Die Verleihung der Stadtrechte hat um das Jahr 1250 herum stattgefunden; die Stadt feierte deshalb im Jahr 2000 ihr 750-jähriges Stadtjubiläum. Der Ausbau der Stadt wurde vom 12. bis zum 14. Jahrhundert von den Herren von Markdorf vorangetrieben, bevor sie unter der Herrschaft der Konstanzer Bischöfe vor allem dank des Weinanbaus ihre Blütezeit erlebte.
Seit 1236 ist ein regelmäßiger Markt in Markdorf verbürgt, der Name leitet sich jedoch nicht davon ab, ebenso wenig von der späteren Funktion als Grenzort des Konstanzer bzw. später badischen Gebiets. In der ersten Erwähnung des Orts lautet der Name Maracdorf. „Marac“ könnte für Marach bzw. Mähre stehen, sich also auf Pferdehaltung beziehen.

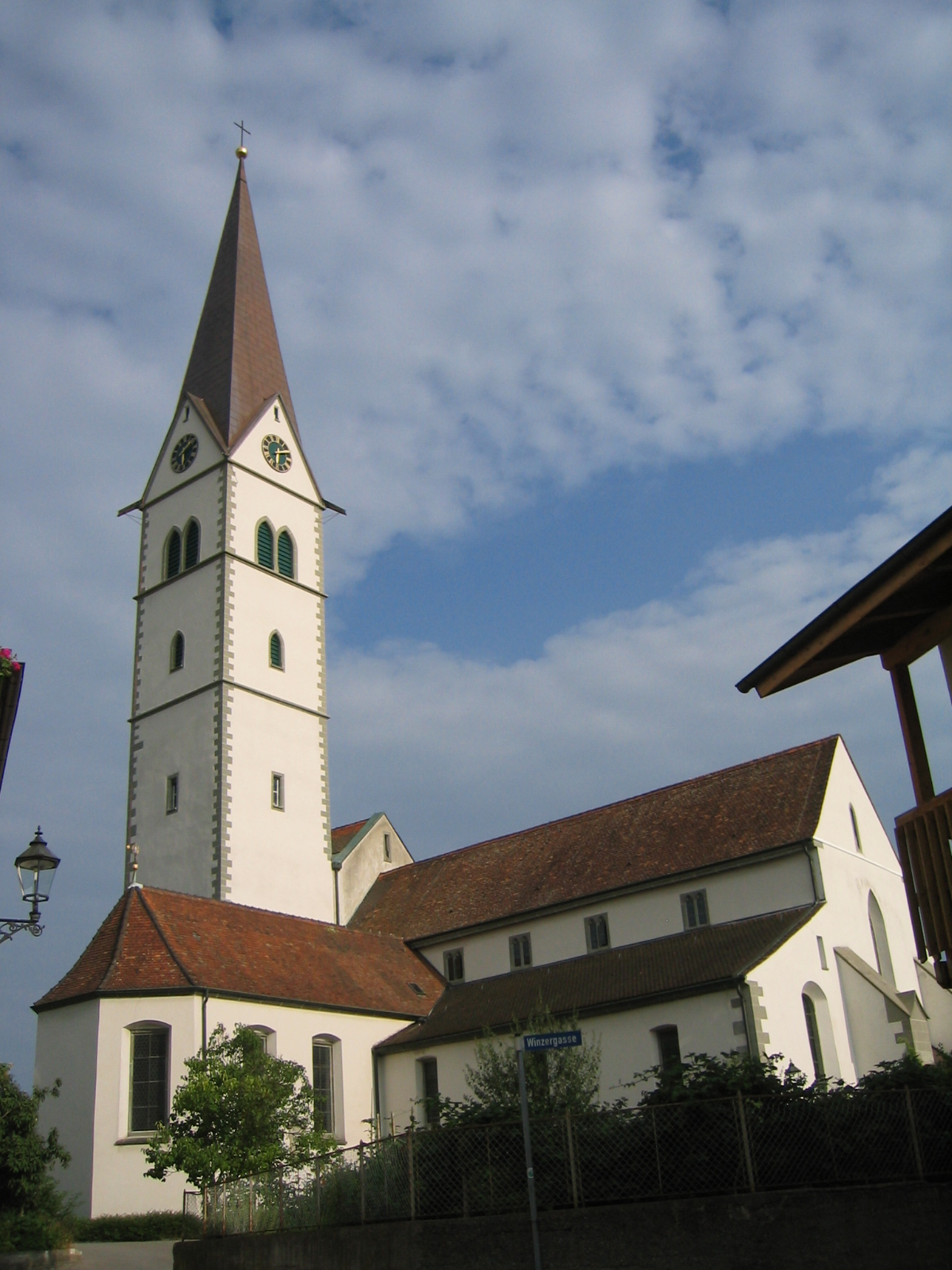
St.-Nikolaus-Kirche nach Erneuerung des Turmdachs im Juli 2006

Während des Deutschen Bauernkrieges 1524/25 gehörten Markdorf und Umgebung zum Kerngebiet des Seehaufens. Am 2. April 1525 zog der Bermatinger Haufen unter seinem Hauptmann Eitelhans Ziegelmüller nach einer großen Versammlung nach Markdorf. Die Stadt ergab sich den Bauern freiwillig. Tags darauf schwor „die ganze Gemeinde in der Stadt dem Hauptmann“, berichtet ein Salemer Mönch in seiner Chronik der Ereignisse. Der Vertrag von Weingarten, mit dem der Aufstand in der Region beendet wurde, trägt in Vertretung der Bauern unter anderem das Siegel der Stadt Markdorf. Für den „Marchdorfer Platz“ unterschrieben hat der Bauernhauptmann Conradt Hablizel.
Besonders der Dreißigjährige Krieg und die Napoleonischen Kriege forderten ihren Tribut. Nur wenige Jahrzehnte später, in der Nacht vom 10. zum 11. Juli 1842, folgte der große Brand von Markdorf, durch den 349 Bewohner vor allem des östlichen Teils der Stadt obdachlos wurden. Neben der Oberstadt brannte auch das Dach des Kirchturms der katholischen Pfarrkirche St. Nikolaus ab, sodass die neun Glocken in die Tiefe stürzten. Zum Gedächtnis des Großen Brandes wurde in der Nachkriegszeit bis 1964 noch der Brauch begangen, am 11. Juli die Rathausglocke zu läuten. Im März 1845 wurde der Kirchturm in Form eines Oktogons wieder aufgebaut.
Im Jahr 1901 schließlich wurde das badische Markdorf durch die Bahnstrecke Stahringen–Friedrichshafen an das reichsdeutsche Bahnnetz angeschlossen. Auf dieser eingleisigen Strecke prallte am 22. Dezember 1939 ein Personenzug zwischen Markdorf und Kluftern bei Lipbach frontal und ungebremst mit einem Güterzug zusammen. 101 Menschen starben in den Trümmern.
Am 29. April 1945 wurde die Stadt an bis hierhin vorgerückte französische Truppen übergeben.
In den 1960er und 1970er Jahren kam es zu einem starken Wachstum der Stadt, insbesondere durch die zahlreichen Pendler, die in Friedrichshafener Unternehmen arbeiteten. 1964 wurde bei einem Brand das 400 Jahre alte Rathaus durch Feuer und Wasser zerstört. Der Turm der St.-Nikolaus-Kirche wurde 1966 wieder in seiner alten Bauweise mit vier Giebeln errichtet, wodurch er mit 68 m gegenüber dem Kirchturm vor dem Großen Brand um ca. 8 m höher geworden ist.
1967 wurde das neue Rathaus an alter Stätte eingeweiht. 1974 wurde die Städtepartnerschaft zwischen der elsässischen Stadt Ensisheim und der Stadt Markdorf begründet.

### Eingemeindungen
Im Zuge der Gemeindereform wurden die ehemals selbständigen Gemeinden Riedheim (1. März 1972) und Ittendorf (1. April 1972) in die Stadt Markdorf eingegliedert, was zu einem starken Anstieg der Bevölkerungszahl führte.
Die Stadt Markdorf sowie die Stadtteile Ittendorf und Riedheim gehörten bis zum 31. Dezember 1972 dem Landkreis Überlingen an.

### Einwohnerentwicklung
| Jahr | Einwohner  |
| ---- | ---------- |
| 1900 | etwa 1.700 |
| 1933 | 2.200      |
| 1939 | 3.000      |
| 1961 | 4.750      |
| 1970 | 6.495      |
| 1975 | 9.873      |
| 1991 | 11.329     |

| Jahr | Einwohner |
| ---- | --------- |
| 1995 | 11.389    |
| 2000 | 12.097    |
| 2005 | 12.686    |
| 2008 | 12.873    |
| 2010 | 12.963    |
| 2015 | 13.714    |
| 2020 | 14.156    |

## Politik

### Gemeinderat
Nach der Kommunalwahl vom 9. Juni 2024 ergab sich folgende Sitzverteilung:
| Partei / Liste     | Stimmenanteil | Sitze | +/− |
| CDU                | 29,0 %        | 6     | −1  |
| FWV                | 26,7 %        | 6     | ±0  |
| Umweltgruppe (UWG) | 21,1 %        | 5     | −3  |
| FDP                | 09,6 %        | 2     | +1  |
| SPD                | 08,8 %        | 2     | −1  |
| Die Grünen         | 04,9 %        | 1     | +1  |

### Bürgermeister
Bürgermeister ist seit dem 23. September 2013 Georg Riedmann (CDU). Der ehemalige Donaueschinger Kulturamtsleiter wurde im zweiten Wahlgang am 30. Juni 2013 mit 53,5 % der Stimmen gewählt und am 16. Oktober 2013 vereidigt. 2021 wurde er mit 57,0 % wiedergewählt. Er ist verheiratet und hat drei Kinder.
Sein Vorgänger Bernd Gerber (FWV) war 1991 auf Eugen Baur gefolgt, der nach 16 Amtsjahren in die Privatwirtschaft wechselte. Gerber wurde 1999 und 2007 im Amt wiedergewählt, 2013 trat er vorzeitig zurück.
- 1945–1957: Leo Bürkle (1924–1938: Markdorfer Ratsschreiber; 1923–1938: Dirigent der Stadtkapelle)
- 1957–1975: Gerhard Thiede[17]
- 1975–1991: Eugen Baur
- 1991–2013: Bernd Gerber
- seit 2013: Georg Riedmann

Bürgermeister der ehemaligen Gemeinden Ittendorf und Riedheim waren bis zur Gemeindereform Josef Lang bzw. Josef Lohr.

### Gemeindeverwaltungsverband
Markdorf hat sich mit den Gemeinden Bermatingen, Deggenhausertal und Oberteuringen zu einem Gemeindeverwaltungsverband zusammengeschlossen. Sitz ist Markdorf.

### Wappen und Flaggen
|  |  |
|  |  |

| | Blasonierung: „In Gold ein achtspeichiges rotes Rad ohne Felgen.“ |
| Wappenbegründung: Die Stadt wurde im 13. Jahrhundert von den Herren von Markdorf gegründet. Das Wappen dieses um die Mitte des 14. Jahrhunderts ausgestorbenen Adelsgeschlechts ziert die in Abdrücken seit dem Jahr 1414 belegten Siegel der Stadt, die seinerzeit dem Bischof von Konstanz gehörte. Somit ist das ursprüngliche Herrschaftswappen, das ein von der sonst üblichen heraldischen Form abweichendes Mühlrad zeigt, zum Stadtwappen geworden. Während das älteste Siegel noch ein zwölfspeichiges Rad abbildet, das auch als stilisierte Sonne angesehen werden kann, sind in einem Siegel des 16. Jahrhunderts sieben gebogene Schaufeln eines Mühlrads zu erkennen. Nach 1895 hat sich die Radform vom ältesten Siegel der Herren von Markdorf (1236) durchgesetzt. Das Mühlrad findet sich in abgewandelter Form auch im Wappen des Bodenseekreises, welcher es 1976, drei Jahre nach der Kreisreform, von dem Markdorfer Wappen übernahm. Das Tuch der Hissflagge ist abwechselnd in rote und gelbe Dreiecke unterteilt. In Richtung Flug verschoben ist ein mittig ein rotes Rad mit acht Speichen auf einer gelben Scheibe aufgesetzt. Auf der ebenfalls in rote und gelbe Dreiecke unterteilten Bannerflagge ist das mittig aufgesetzte Rad leicht nach unten verschoben. |                                                                   |

#### Stadtteilwappen

Markdorf (Kernstadt)
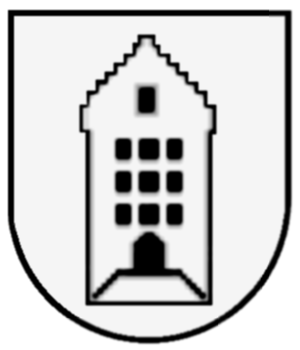
Ittendorf
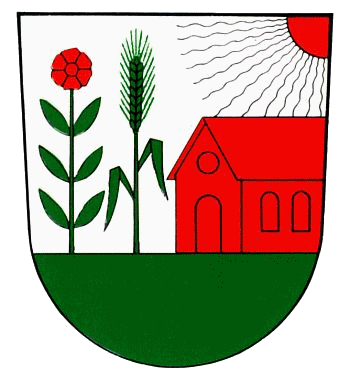
Riedheim

### Städtepartnerschaft
Seit 1974 besteht eine Städtepartnerschaft mit der französischen Stadt Ensisheim im Elsass.

## Kultur und Sehenswürdigkeiten
Markdorf liegt an der Oberschwäbischen Barockstraße und am Oberschwäbischen Jakobsweg von Ulm nach Konstanz. Ab Markdorf sind es noch 2364 Kilometer bis zum Ziel des Jakobswegs im spanischen Santiago de Compostela.
← Vorhergehender Ort: Möggenweiler | Markdorf | Nächster Ort: Meersburg →

Ulmer Münster |
Ulm |
Grimmelfingen |
Einsingen |
Erbach |
Donaurieden |
Oberdischingen |
Ersingen |
Rißtissen |
Untersulmetingen |
Obersulmetingen |
Schemmerberg |
Äpfingen |
Laupertshausen |
Mettenberg |
Biberach an der Riß |
Reute |
Grodt |
Muttensweiler |
Steinhausen |
Wallfahrtskirche Steinhausen |
Winterstettenstadt |
Bad Waldsee |
Bergatreute |
Weingarten |
Ravensburg |
Brochenzell
Östliche Route:
Meckenbeuren |
Tettnang |
Gießenbrücke |
Heiligenhof |
Atlashofen |
Hüttmannsberg |
Gattnau |
Arensweiler |
Selmnau |
Hattnau |
Nonnenhorn
Westliche Route:
Rammetshofen |
Unterteuringen |
Hepbach |
Leimbach |
Möggenweiler |
Markdorf |
Meersburg |
Bodensee |
Staad |
Konstanz |
Konstanzer Münster
Am Bahnhof Markdorf endet die dritte und beginnt die vierte Etappe des Jubiläumswegs Bodenseekreis, einem 111 Kilometer langen Wanderweg, der 1998 zum 25-jährigen Bestehen des Bodenseekreises ausgeschildert wurde. In sechs Etappen führt er durch das Hinterland des Bodensees von Kressbronn über Neukirch, Meckenbeuren, Markdorf, Heiligenberg und Owingen nach Überlingen.

### Theater und Kino
Das Wirtshaus am Gehrenberg mit dem überregional bekannten Theaterstadel seit 1982. Anfangs reine Kleinkunstbühne, kamen mit den Jahren Konzertveranstaltungen und ein Kino hinzu. (Bekannte Kabarettisten und Komiker/Comedians wie z. B. Michael Mittermeier oder Django Asül traten bereits auf.)

### Museen
Die Stadtgalerie Markdorf zeigt Wechselausstellungen.

### Bauwerke

Hexenturm

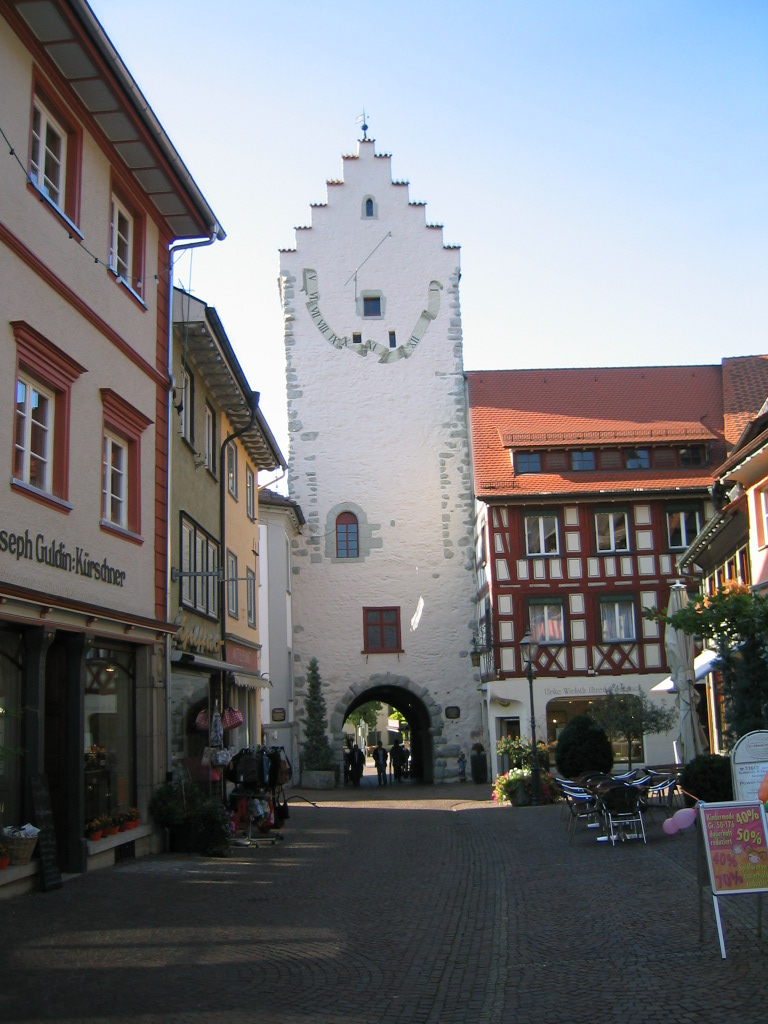
Untertorturm

Kernstadt mit historischer Altstadt

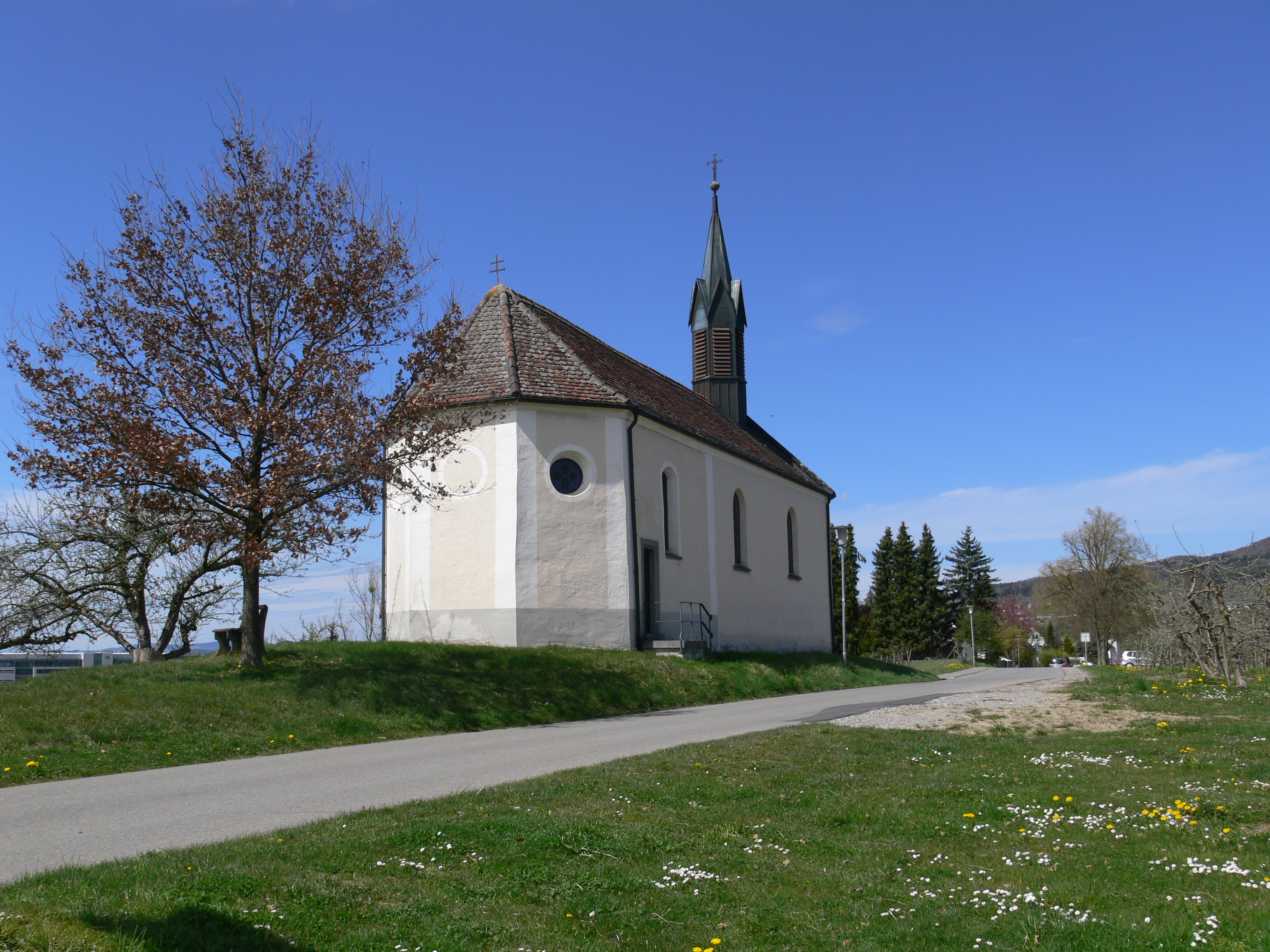
Hochkreuzkapelle zwischen Riedheim und Bergheim

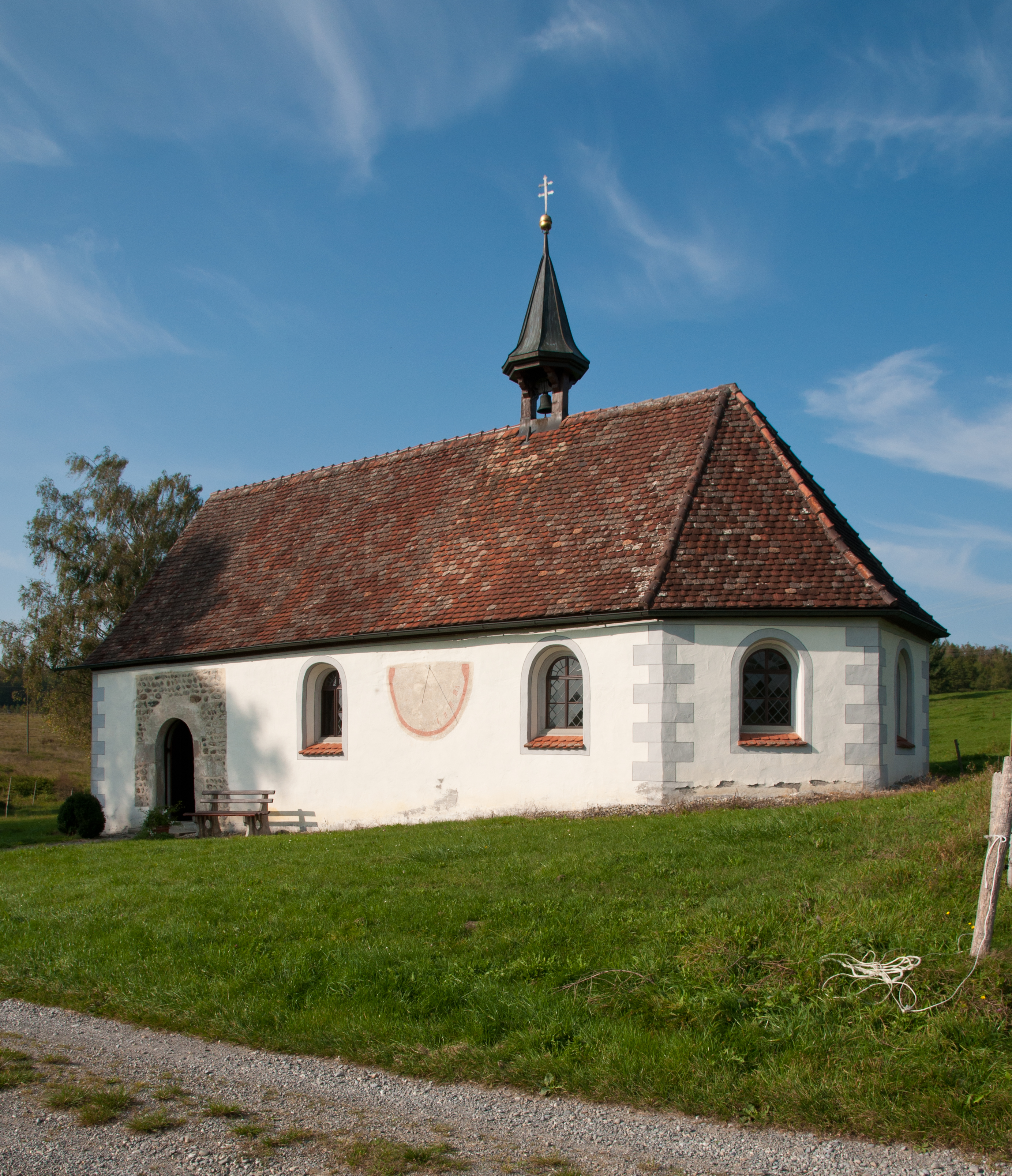
Dreifaltigkeitskapelle Breitenbach

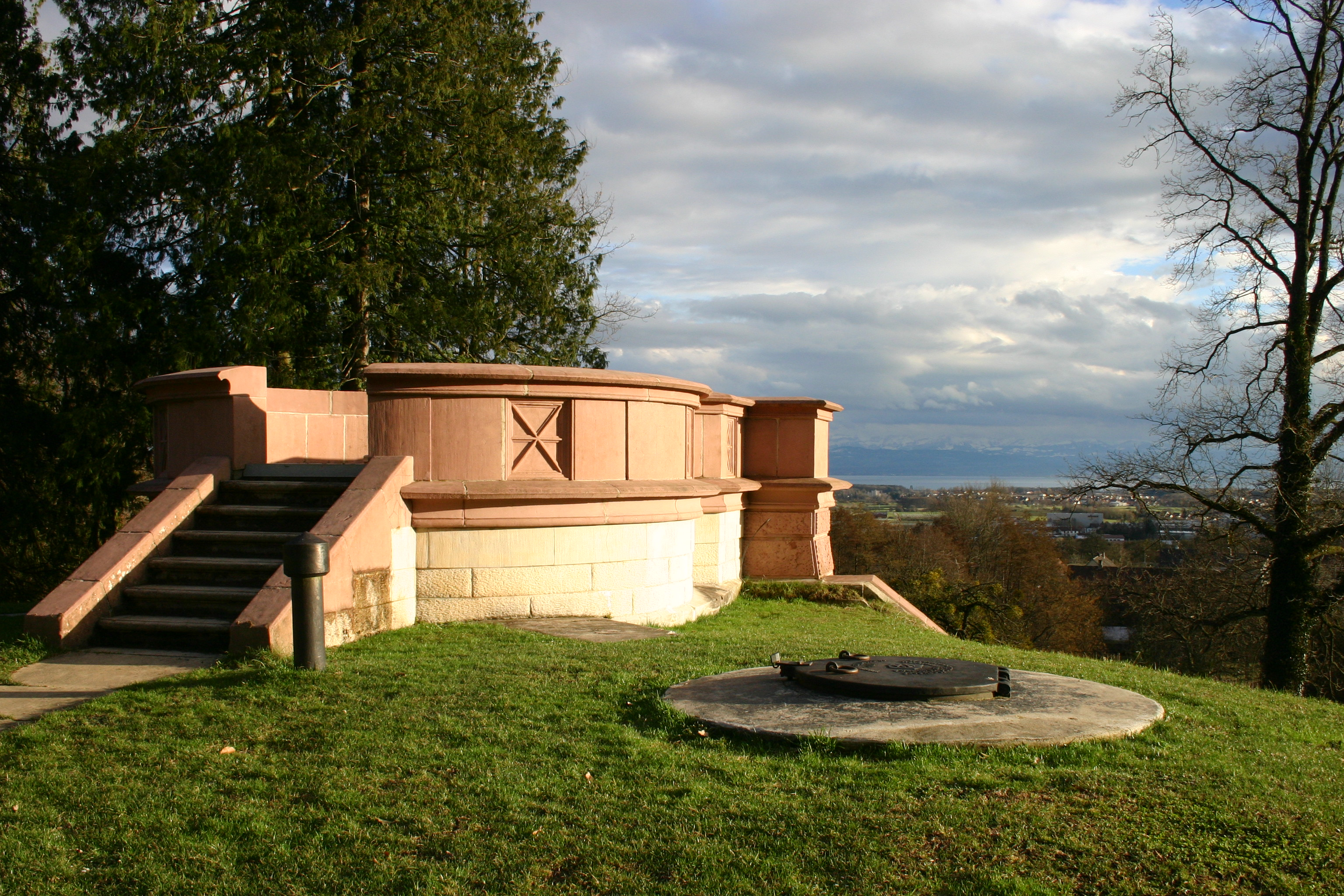
Historischer Wasserspeicher im Ortsteil Möggenweiler

- Katholische Pfarrkirche St. Nikolaus (gotische Kirche von 1370 mit Schutzmantelkapelle von 1660 und Hochaltar von 1871)
- Heilig-Geist-Spital mit Spitalkirche St. Peter und Paul (barocke Kirche von 1689 bis 1700)
- Kapelle St. Mauritius vor den Mauern (mittelalterlicher Bau mit Fresken des 15. Jahrhunderts, 1771 barockisiert)
- Evangelische Kirche (neugotische Kirche von 1897) mit einer Orgel der Orgelbauwerkstatt Harald Rapp
- Bischofschloss, frühere Sommerresidenz der Fürstbischöfe von Konstanz. Es wurde in der heutigen Form erbaut 1510, umgebaut 1735, saniert und innen weitgehend modernisiert 1983, war lange Zeit Hotel. Pläne, das Rathaus in das Bischofschloss umzuziehen, wurden 2018 von einem Bürgerentscheid gekippt.
- Latschebrunnen am Latscheplatz (mit lebensgroßen Bronzefiguren)
- Gehrenbergturm (auf dem Gehrenberg, Gemeindegebiet von Deggenhausertal, gehört aber der Stadt Markdorf; Aussichtsturm aus Eisen, erbaut 1903 als Großherzog-Friedrich-Warte). Er bietet bei gutem Wetter eine ausgezeichnete Sicht bis weit über den Bodensee zu den bayerischen, österreichischen und Schweizer Alpen.[2]
- Im Süden der Stadt steht ein Feldkreuz. Es wurde von Ernst Arnegger als Kleindenkmal initiiert und vom Meckenbeurer Kunstschmied Hafen aus einer Tonne Stahl gefertigt.

Mittelalterliche Stadtbefestigung
- Der Hexenturm wurde im 13. Jahrhundert erbaut und sicherte die Stadt nach Süden ab. In den oberen Stockwerken befindet sich das Handwerksmuseum.[19]
- Obertor (erbaut 1534)
- Das Untertor war Teil der ehemaligen Stadtbefestigung. Der Torbogen ist romanisch, der Staffelgiebel gotisch.[20]

In den Ortsteilen
- Katholische Pfarrkirche St. Jodokus, Bergheim (Turm mittelalterlich, historistische Kirche von 1876 mit neugotischer Ausstattung)
- Katholische Pfarrkirche St. Sigismund, Hepbach (historistische Kirche von 1853 mit neugotischer Ausstattung)
- Katholische Pfarrkirche St. Martin, Ittendorf (barocke Kirche von 1660 bis 1680 mit spätbarocker Ausstattung)
- Dreifaltigkeitskapelle, Breitenbach (spätgotisch, romanischer Kern, geweiht 1521)
- Hochkreuzkapelle zwischen Riedheim und Bergheim (1688 gebaut, 1696 geweiht, 1894 erweitert und neu ausgestattet)
- Konradskapelle, Wangen (1776 erbaut)
- Wolfgangskapelle, Möggenweiler (1450 erstmals erwähnt, mit Ausstattungsstücken aus mehreren Jahrhunderten)
- Schloss Ittendorf (1671–1677 anstelle eines früheren Schlosses für das Kloster Einsiedeln erbaut)
- Historischer Wasserspeicher (1903–1904), Möggenweiler
- Burgstall Bürgberg, ein mit landwirtschaftlichen Gebäuden überbauter mittelalterlicher Burgstall

### Regelmäßige Veranstaltungen
- Das Hansafüratle ist eine alte Markdorfer Brauchtumsveranstaltung, die jedes Jahr am 24. Juni, dem Johannistag, von Kindern durchgeführt wird.
- Das Stadtfest, bei dem Vereine bewirten[2]
- Dixiefest mit Live-Musik in der ganzen Innenstadt – Ende Mai[2]
- Elisabethenmarkt (Jahrmarkt) – Anfang November (normalerweise immer das Wochenende vor dem Martinstag)
- Experimentelle Kunstbiennale in der Stadtgalerie
- Die schwäbisch-alemannische Fasnet, die am Dreikönigstag um 12 Uhr mit dem traditionellen Einschnellen von Karbatschen-Schnellern eingeläutet wird.

### Vereine und Freizeit
In Markdorf gibt es rund 120 Vereine, wie etwa die historische Narrenzunft, den TV Markdorf, den SC Markdorf, den Hockey Club Markdorf, die Stadtkapelle Markdorf, den Kunstverein, die Segelflieger, den Modellbauverein oder den Toolbox Bodensee e. V.
Etwa 500 Meter südlich des Ortes liegt das Segelfluggelände Markdorf.

### Sprache
In Markdorf wird bodenseealemannische Mundart gesprochen. Zur Erläuterung der Ausdrücke wird das Faltblatt „So homme’r gschwätzt“ aufgelegt.

## Wirtschaft und Infrastruktur
Der Wirtschaftsstandort Markdorf ist außerhalb der Stadt von der Landwirtschaft, insbesondere Obst- und Weinbau, geprägt. Tourismus und Naherholung sind ebenfalls wichtige Wirtschaftsfaktoren. 4.800 Arbeitsplätze heimischer Firmen spiegeln die Wirtschaftskraft Markdorfs wider. Die Stadt sieht sich heute als innovationsfördernder Standort für Handel, Handwerk, Gewerbe und Industrie und ist außerdem Wohnsitz vieler Pendler, die in den umliegenden wirtschaftlichen Zentren Friedrichshafen und Ravensburg arbeiten. Stadtnahe Gewerbegebiete sind „Schießstattäcker“, „Riedwiesen“ und „Negelsee“. Zu den größten Unternehmen in Markdorf zählen die Weber Automotive GmbH (Automobilzulieferer und Hersteller von Motoren und Komponenten), die J. Wagner GmbH oder die TechniData AG (Übernahme durch ihren Partner SAP im dritten Quartal 2010) sowie Werke von Firmen wie Alpla und Conti Temic.
Das 1959 gegründete Familienunternehmen Arnold Holstein produziert Brennerei- und Destillationsanlagen für namhafte Spirituosenproduzenten in aller Welt. Insgesamt gibt es im Bereich Markdorf 101 Kleinbrenner (Stand: Dezember 2011).

### Verkehr

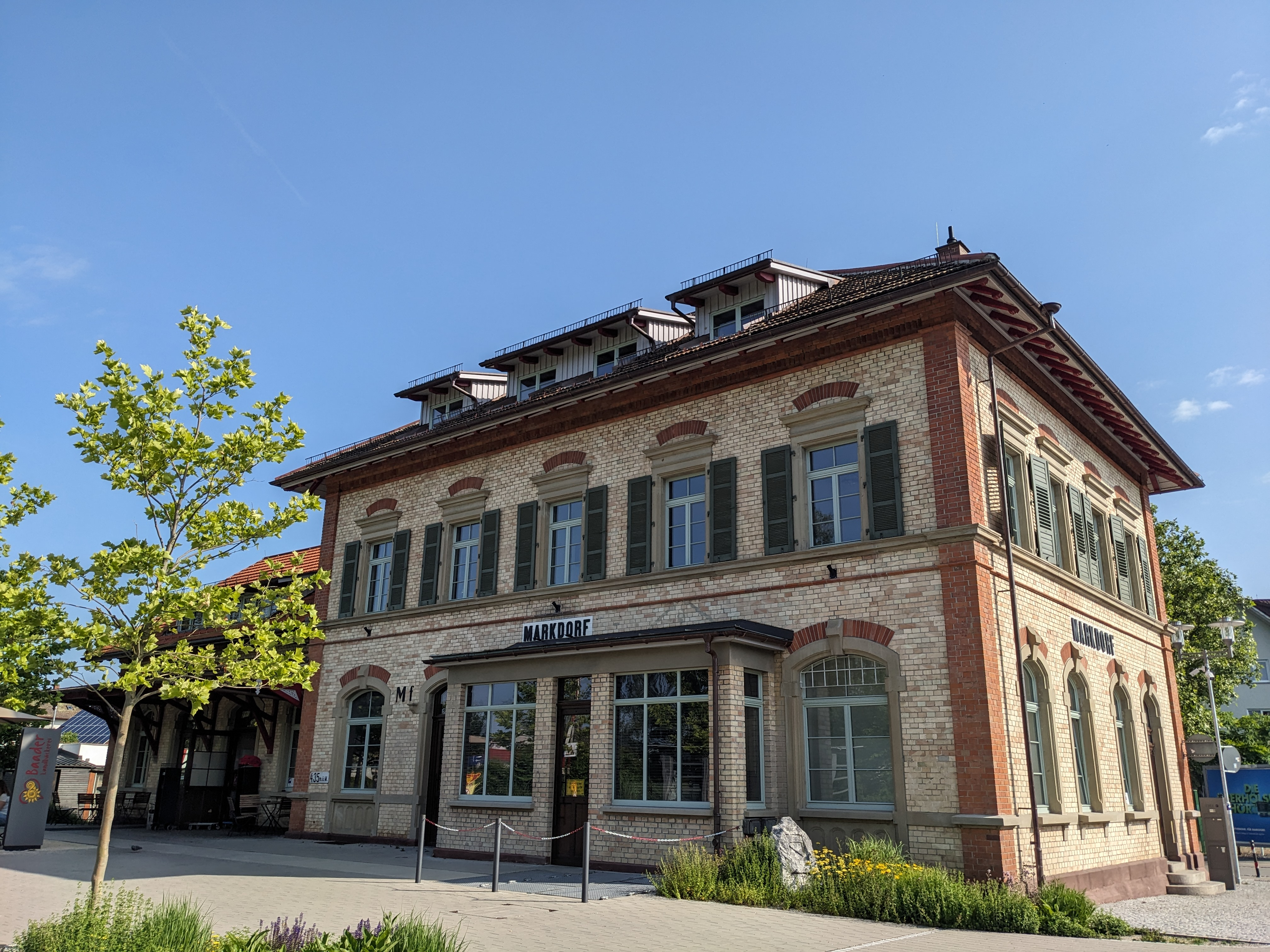
Der Markdorfer Bahnhof

Markdorf ist seit 1901 durch die Bahnstrecke Stahringen–Friedrichshafen, einem Teil der sogenannten Bodenseegürtelbahn, an das Eisenbahnnetz angebunden. Heute hält die von der DB Regio Baden-Württemberg betriebene Linie RB31 (Radolfzell–Friedrichshafen Stadt) im Stundentakt in Markdorf, zusätzliche Züge fahren montags bis freitags jeweils morgens und nachmittags. Die Linien 11 (stündlich), 12 (stündlich, nur Montag bis Samstag) und X12 (halbstündlich, nur Montag bis Freitag) des Stadtverkehrs Friedrichshafen binden den Ort ganztägig im Taktverkehr an Friedrichshafen an. Die Regiobuslinie 700 fährt täglich im Stundentakt über Meersburg nach Konstanz beziehungsweise über Oberteuringen nach Ravensburg. Weitere Buslinien fahren täglich halbstündlich nach Immenstaad (7384/7396) und jeweils stündlich über Bermatingen und Salem nach Frickingen (7396), über Bermatingen und Daisendorf nach Meersburg (7382) sowie nach Wittenhofen im Deggenhausertal (7384). Markdorf liegt im Bodensee-Oberschwaben Verkehrsverbund.
Vom Bodensee her kommend ist die Stadt über die B 33 von Meersburg aus, weiter nach Ravensburg, erreichbar. Täglich passieren 25.000 Fahrzeuge die Stadt. Daher ist seit etwa 20 Jahren eine Südumfahrung geplant.
Durch Markdorf führt der Oberschwaben-Allgäu-Radweg. Er ist eine Rundstrecke über Ulm und Tettnang. Er verbindet Markdorf über Oberteuringen und Meckenbeuren mit Tettnang und in der anderen Richtung über Roggenbeuren mit Wilhelmsdorf.

### Medien
Der Südkurier betreibt in Markdorf eine Lokalredaktion.

### Bildung
Neben Überlingen, Friedrichshafen und Tettnang ist Markdorf die einzige Stadt im Bodenseekreis mit vollständigem Schulprogramm inklusive Werkrealschule. Die Stadt verfügt über mehrere und vielseitige Bildungseinrichtungen wie seit 1967 das Bildungszentrum Markdorf (BZM), das sowohl Haupt- und Werkrealschule als auch eine Realschule und ein Gymnasium beinhaltet, sowie Grundschulen. Die Justus-von-Liebig-Schule Überlingen hat eine Außenstelle in Markdorf. Die Musikschule Raumschaft Markdorf bildet neben einheimischen Schülern auch Kinder aus Bermatingen, Deggenhausertal, Kluftern und anderen benachbarten Gemeinden im musischen Bereich aus.

## Persönlichkeiten

### Ehrenringträger der Stadt Markdorf
- 1976: Karl Konradin Lang (1911–2003), Chefarzt im ehemaligen städtischen Krankenhaus, Spezialist für plastische Chirurgie, Wissenschaftler und Autor[24]
- Gerhard Thiede, Altbürgermeister[24]
- 2013: Bernd Gerber[25]

### Söhne und Töchter der Stadt

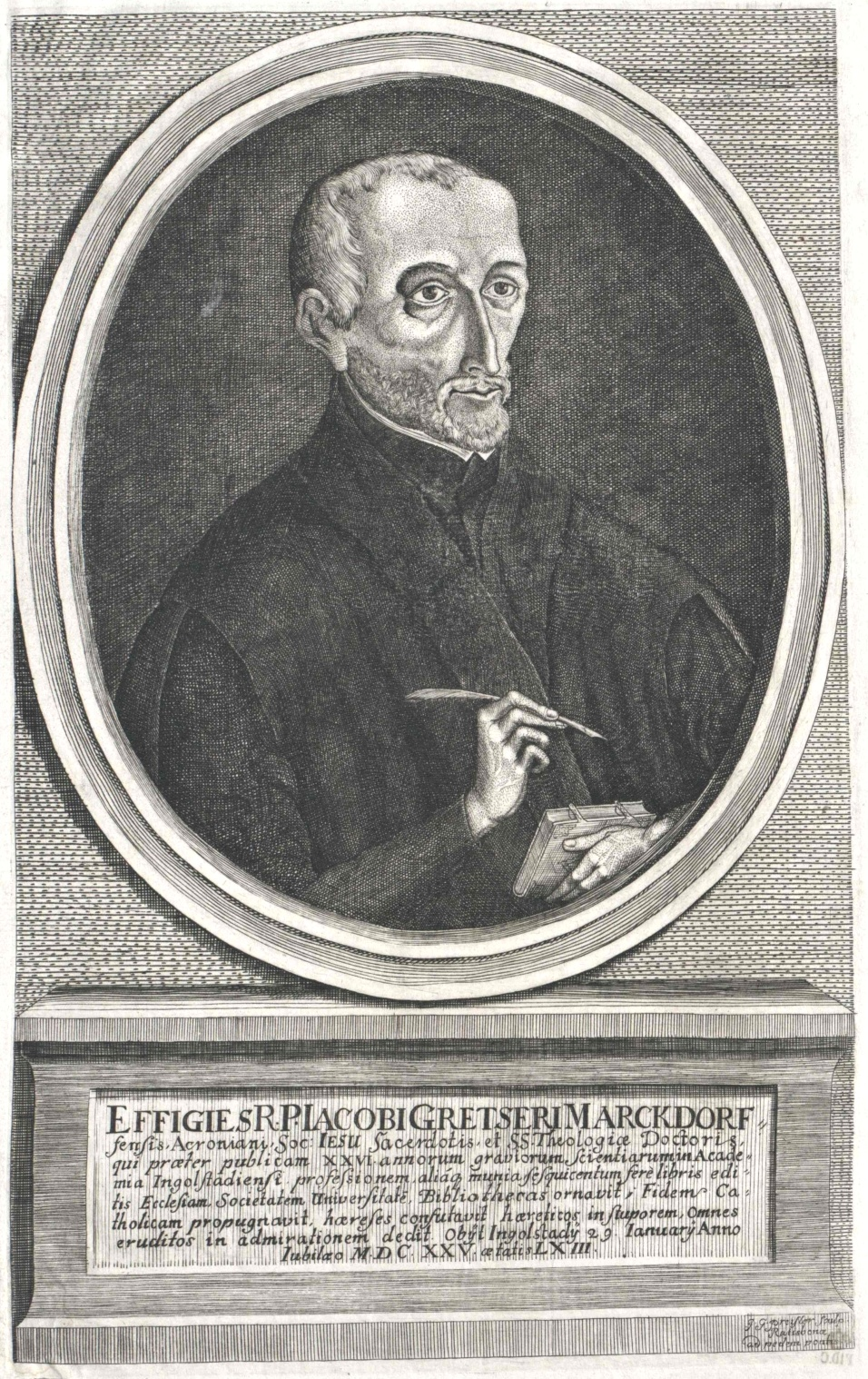
Pater Jakob Gretser während seines Aufenthalts in Markdorf

- Adelheid von Markdorf (vor 1267–1303), Äbtissin, Damenstift Buchau
- Christian Tubingius (um 1500–1563), letzter katholischer Abt im Kloster Blaubeuren
- Jakob Gretser (1562–1625), Jesuit, Philologe, Historiker und Dramatiker; nach ihm ist die örtliche Grundschule benannt
- Wunibald Waibel (1600–1658), Abt, Reichsabtei Ochsenhausen
- Philipp Joachim von Prassberg (1679–1754), Großprior des deutschen Malteserordens
- Ignaz Valentin Heggelin (1738–1801), katholischer Theologe
- Ferdinand Samuel Laur (1791–1854), badisch-schweizerischer Komponist, Dirigent, Chorleiter und Musikpädagoge
- Otto Baer sen. (1846–1932), Fabrikant und Kaufmann
- Paul Aichele (1859–1920), Bildhauer
- Ludwig Armbruster (1886–1973), Zoologe und Bienenkundler
- Theodor von Hötzendorff (1898–1974), Maler
- Stefanie Roeger (1904–1992), Politikerin (CDU), MdL Baden-Württemberg
- Josef Vogt (1908–1996), Politiker (CDU), MdL Baden und MdL Baden-Württemberg
- Ernst Arnegger (* 1944), Politiker (CDU), MdL Baden-Württemberg
- Dieter Hillebrand (* 1951), Politiker (CDU), MdL Baden-Württemberg

### Personen, die vor Ort gelebt haben
- Hans Beck (1929–2009), Erfinder und „Vater“ von Playmobil
- Ralf Regitz (1964–2011), Techno-Pionier, Konzertveranstalter und Clubbetreiber sowie Mitveranstalter der Loveparade
- Fritz Spannagel (1891–1957), Schreiner, Architekt, Hochschullehrer und Buchautor